# Croton sampatik
Espèce
Croton sampatik est une espèce de plantes à fleurs du genre Croton et de la famille des Euphorbiaceae, présente de la Colombie au Pérou.
Il a pour synonyme :
- Oxydectes sampatik, (Müll.Arg.) Kuntze